# Capriata d'Orba
Capriata d'Orba es una localidad y comune italiana de la provincia de Alessandria, región de Piamonte, con 1.857 habitantes.

## Evolución demográfica
| Gráfica de evolución demográfica de Capriata d'Orba entre 1861 y 2001 |
|                                                                       |
| Fuente ISTAT - elaboración gráfica de Wikipedia                       |